# کارسون فاستر
کارسون فاستر (انگلیسی: Carson Foster؛ زادهٔ ۲۶ اکتبر ۲۰۰۱) شناگر اهل ایالات متحده آمریکا است.
وی در مسابقات کشوری و بین‌المللی در مجموع برندهٔ ۱۲ مدال طلا، ۱۲ مدال نقره، ۵ مدال برنز شده است.